# ヒレル主義
ヒレル主義、ヒレル派（ヘブライ語: בית הלל, 英語: House of Hillel, Hillelite(s)）とは紀元前一世紀の律法学者（ミシュナーのラビ、タンナーイーム）ヒレル（Hillel the Elder）が説いた律法の内面性を重んじる思想のことである。ヒレルは当時の律法の形骸化を厳しく批判し、律法の中で最も重要なものは「神への愛」と「隣人愛」であると説いた。
タルムードによれば、ヒレルに対してある異教徒がやって来て、「片足で立っているあいだにトーラーを全部教授してくれたらユダヤ教に改宗したい」と言ってきたところ、ヒレルは「君の嫌なことは他人にもするなトーラーはこれに尽きる。他はこの原理を解説したようなもの。行ってこれを学べ」と教えたとされ、イエスより先に普遍的な隣人愛を説いている。
ユダヤ教では基本的な神学のひとつであるが、「新約聖書」においてはイエスの名において「善きサマリア人のたとえ」でこの教えを非ユダヤ人・異教徒（ゴーイ）にも適用されているため、ヒレル主義はキリスト教における神学の重要な源流の一つともなった。